# Opius brevicaudis
Opius brevicaudis är en stekelart som först beskrevs av Szepligeti 1905.  Opius brevicaudis ingår i släktet Opius och familjen bracksteklar. Inga underarter finns listade i Catalogue of Life.